# NGC 5111
NGC 5111 је елиптична галаксија у сазвежђу Девица која се налази на NGC листи објеката дубоког неба.
Деклинација објекта је - 12° 57' 51" а ректасцензија 13h 22m 56,4s. Привидна величина (магнитуда) објекта NGC 5111 износи 13,3 а фотографска магнитуда 14,3. NGC 5111 је још познат и под ознакама NGC 5110, MCG -2-34-41, NPM1G -12.0454, PGC 46737.